# Geologie der Pyrenäen
Die Geologie der Pyrenäen wird bestimmt durch die Zugehörigkeit des rund 430 Kilometer langen, Frankreich und Spanien trennenden, polyzyklischen Gebirgszuges zum riesigen alpidischen Gebirgssystem. Die von Osten nach Westen verlaufende Pyrenäen-Kette (Streichen 110°) entstand aufgrund der Kontinentalkollision zwischen dem Mikrokontinent Iberia und dem südwestlichen Ausläufer der Eurasischen Platte (Südfrankreich). Die Annäherung der beiden Kontinente erfolgte ab dem Beginn der Oberkreide (Albium/Cenomanium) vor rund 100 Millionen Jahren und führte im Verlauf des Paläogens (Eozän/Oligozän) zwischen 55 und 25 Millionen Jahren zur Heraushebung des Orogens. Seit diesem Zeitpunkt unterliegt das Gebirge neben isostatischen Ausgleichsbewegungen hauptsächlich starker Abtragung. Die Pyrenäen besitzen im Profil eine asymmetrische Fächerstruktur mit steileren Einfallswinkeln auf der französischen Nordseite. Die Gebirgskette ist nicht allein kompressiven Ursprungs, sondern besitzt auch eine bedeutende sinistrale Scherkomponente.

## Geographischer Rahmen
Die intrakontinentale Gebirgskette der Pyrenäen ist der nordwestlichste Zweig des rund 12 000 Kilometer langen alpidischen Gebirgssystems. Im engeren Sinne erstrecken sich die Pyrenäen über 430 Kilometer in Westnordwest-Ostsüdost-Richtung (N 110) von der Biskaya im Westen bis an den Golfe du Lion und den Golf de Roses im Osten, die Breitenausdehnung variiert hierbei zwischen 65 und 150 Kilometer. Ihre nördliche Begrenzung bildet die Nordpyrenäenfront (franz. Front nord-pyrénéen), eine Überschiebungsfront, entlang derer Deckeneinheiten aus der Nordpyrenäenzone nach Norden über ihr Vorland – das Aquitanische Becken – hinweg verfrachtet wurden. Die südliche Begrenzung ist die Südpyrenäenfront; hier überschieben die Sierras Marginales und äquivalente Deckeneinheiten das Ebro-Becken, ihr südliches Vorland.
Im weiteren Sinne setzen sich die Pyrenäen geologisch jedoch nach Westen in den baskischen und in den kantabrischen Pyrenäen (in der so genannten Basko-kantabrischen Kette) weiter fort. Sie tauchen dann entlang des Kontinentalrands Asturiens ab. Auch im Osten enden sie nicht wie die geographische Einheit unmittelbar im Golfe du Lion, sondern ziehen mittels der Deckeneinheiten der Corbières in den Bas Languedoc und bis in die südliche Provence. An ihrem Ostende in der Provence überlagert sich dann typisch pyrenäischer Faltenbau mit alpidischen Strukturen, um schließlich völlig vom Westalpenbogen abgeschnitten zu werden. Die Pyrenäen im weiteren Sinne sind somit immerhin rund 1000 Kilometer lang.

## Struktureller Aufbau des Orogens
Die Pyrenäen im engeren Sinne zeigen im Profil einen fächerförmigen Aufbau. Der Fächer besitzt eine starke Asymmetrie mit einer engen, steilgestellten französischen Nordseite und einer wesentlich breiteren und flacher liegenden spanischen Südseite.
Innerhalb des Orogens können folgende tektonische Zonen unterschieden werden, die sich durch bedeutende Störungen oder Überschiebungen voneinander abgrenzen lassen (von Nord nach Süd):
- das nördliche Vorland – Aquitanisches Becken
- die Subpyrenäenzone (beziehungsweise das Subpyrenäenbecken)
- die Nordpyrenäenzone
- die Primäre Achsenzone
- die Südpyrenäenzone
- die Sierras Marginales
- das südliche Vorland – Ebro-Becken.

### Nördliches Vorland
Siehe auch: Aquitanisches Becken

### Subpyrenäenzone
Die Subpyrenäenzone gehört geologisch bereits zum Aquitanischen Becken, dem nördlichen Vorland der Pyrenäen. Sie wurde im Verlauf des Eozäns verfaltet und entlang der gestaffelten Nordpyrenäenfront von der Nordpyrenäenzone überschoben. Die Überschiebungen nehmen im Westen mit der Decke des Bas Adour und im Osten mit der Decke der Corbières ausgesprochenen Deckencharakter an. Die Fortsetzung dieser Überschiebungen weiter nach Osten erfolgt mittels des Falten- und Schuppenbündels bei Saint-Chinian und der Falte bei Montpellier, um schließlich in die südprovenzalische Überschiebung (beispielsweise bei Sainte-Baume) überzugehen; letztere verwurzelt dann seitwärts südlich von Brignoles.
Im Bereich der Pyrenäen im engeren Sinne wird die Subpyrenäenzone an der Oberfläche aus Sedimenten der Oberkreide und einem sehr mächtigen Paläogen aufgebaut. Die Sedimente zeigen einen recht einfachen Faltenbau mit WNW-OSO-streichenden Achsen. Der Untergrund ist jedoch wesentlich komplizierter aufgrund triassischer Diapire und interner nordvergenter Überschiebungen. Unter mehr als 6000 Meter mächtigen Deckschichten dürften mehr als 6000 Meter an paläozoischem Grundgebirge vorhanden sein. Das Mesozoikum besteht seinerseits aus einer mehr als 1500 Meter mächtigen Trias, über 500 Meter mächtigem Jura und über 3000 Meter mächtiger Kreide.
Die detritische Untertrias (Buntsandstein) erreicht 500 Meter und besteht aus Konglomeraten, Brekzien, braunen Sandsteinen, Tonsteinen, Schiefertonen und Siltsteinen. Die Mitteltrias (Muschelkalk) kann bis zu 400 Meter mächtig werden, sie führt siltige Schiefertone, Evaporite und dolomitische Mikrite. Der auf über 500 Meter anwachsende Keuper setzt sich aus karbonatreichen Sedimenten, salzhaltigen Gesteinen und Siltsteinen zusammen, zeigt aber auch Einschaltungen von ophitischen Diabasen bzw. olivinführenden Doleriten. Der untere Lias besitzt transgressiven Charakter und enthält bis zu 200 Meter nichtmarine Sandsteine, marine Kalksteine des Litorals und Evaporite. Mittlerer und oberer Lias bestehen aus 230 Metern flachmariner Schelfsedimente (bioklastische, tonige und mikritische Kalke). Während des Doggers, der vorwiegend aus tonreichen Mikriten aufgebaut ist, unterteilt ein oolithisches Barriereriff den Sedimentationsraum in einen Außen- und einen Innenschelf. Der Oberjura (Malm) besteht vorwiegend aus Schiefertonen und Karbonaten, gegen sein Ende kommt es zu einer Einengung des Sedimentationsraumes und es entstehen dolomitische Mikrite, Bänderkalke und Evaporite. Die Unterkreide setzt im Neokom mit Sandsteinen, Schiefertonen, Kalken und kalkhaltigen Brekzien ein. Im Barremium folgen Mergel und Kalke, die im detritischeren unteren Aptium in Sandsteine, Schiefertone, sandige Mergel und Kalke übergehen. Während des oberen Aptiums und des Albiums werden erneut vorwiegend Mergel und Kalke sedimentiert. Die Oberkreide beginnt im Turonium als Litoralfazies mit Sandsteinen und sandigen Kalken. Mit Beginn des Senons (Campanium) hatte sich ein tiefes, langgezogenes Sedimentbecken gebildet (das Südpyrenäenbecken), in welches jetzt eine sehr mächtige Flyschserie geschüttet wurde. Die turbiditischen Flyschgesteine des Campaniums und des Maastrichtiums werden 2000 bis 3000 Meter mächtig; sie stellen eine rhythmische Wechselfolge von feinkörnigen (Mergel, kalkhaltige Schiefertone und Tonsteine) mit grobkörnigen Sedimenten (Konglomerate, Sandsteine und Grauwacken) dar. Mit Erreichen der Kreide/Tertiär Grenze wurden im Subpyrenäenbecken schließlich kontinentale Rotsedimente der Garumnischen Fazies abgelagert, in denen sogar vereinzelt Eier von Dinosauriern gefunden wurden. Zu diesem Zeitpunkt wurde das Subpyrenäenbecken zum ersten Mal gefaltet und schwach metamorph überprägt.
Oberhalb des Albiums und vor dem Beginn des Campaniums treten Vulkanite auf, darunter basaltische Laven, Spilite und Diabase, aber auch pyroklastische Gesteine wie beispielsweise Tuffe, Lapillituffe, vulkanische Brekzien und Agglomerate. Die Vulkanite werden gelegentlich von Lamprophyrgängen durchschlagen.

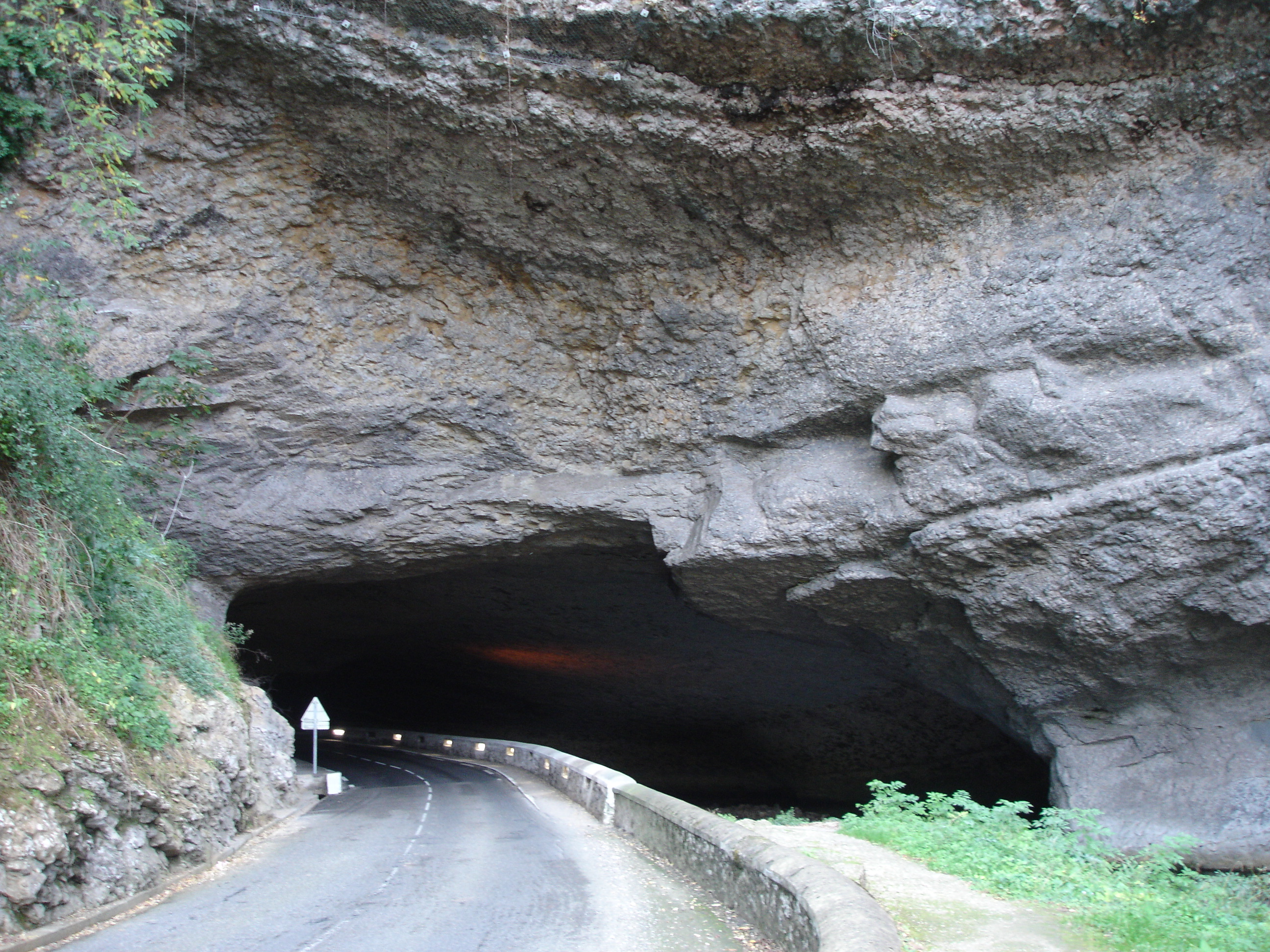
Nordausgang der Höhle von Mas d’Azil. Die Höhle wurde von der Arize aus flachliegenden Kalksedimenten des Unteren Thanetiums der östlichen Subpyrenäenzone herausgewaschen.

Im Paläozän/Eozän transgredierte das Meer vom Atlantik in das Subpyrenäenbecken, das unter der Auflast der von Süden anrückenden Pyrenäen einsank. Während dieses Zeitabschnittes wurde im Subpyrenäenbecken eine sehr mächtige, 2000 bis 3000 Meter betragende Abfolge abgesetzt, welche aus sehr feinkörnigen, detritischen oder kalkigen Sedimenten aufgebaut ist. Im ausgehenden Eozän kam die Sedimentation dann aufgrund sehr starker Einengung zum Erliegen (Pyrenäenhauptphase).
Im Bereich der linksverschiebenden Muret-Störung, Verlängerung der Toulouse-Störung, wird die Subpyrenäenzone in zwei unterschiedlich strukturierte Hälften aufgespalten. Die Osthälfte lässt sich zwischen Garonne und Aude wiederum dreiteilen:
- In ein schmales, aber recht mächtiges, steilstehendes Flyschband aus Oberkreide im Süden. Die unmittelbar südlich folgende Nordpyrenäenfront hat das Flyschband durch Schleppung nach Norden überkippt und vor sich eine asymmetrische Synkline erzeugt.
- In eine 10 Kilometer breite, verfaltete Zone mit nördlicher Begrenzung in den Petites Pyrénées, welche an einer im Untergrund verborgenen Aufschiebung liegen. Die verfaltete Zone läuft noch vor Erreichen der Aude wieder aus. Sie besteht im oberen Bereich aus einer Deckschicht aus mächtigem Oberkreideflysch, darunter folgt Jura mit internen Überschiebungen und zuunterst gipshaltige Trias.
- In ein nördliches Vorland.

In der Westhälfte ist nur das nördliche Vorland ausgebildet. Es besteht aus nur mäßig gefalteten, aber stark zerklüfteten, epikontinentalen Sedimenten des Mesozoikums, welches von miozäner Molasse verdeckt wird. Der Faltenbau zeigt Interferenz zwischen östlichen und südöstlichen Streichrichtungen und wird von Nordost-streichenden Brüchen durchsetzt. Im tieferen Untergrund treten triassische Diapire auf.
In der Osthälfte taucht im nördlichen Vorland östlich der Aude das paläozoische Grundgebirgsmassiv des Mouthoumet auf (nach Süden verkippter Horst), welches hier direkt von kontinentalem Eozän überlagert wird.
Im Bas Languedoc schließlich interferiert der Faltenbau der Subpyrenäenzone mit der Nordost-Südwest-streichenden Cevennenstörung, einer sinistralen Seitenverschiebung.

### Nordpyrenäenzone
Die meist nur 10 Kilometer breite, gelegentlich auf bis zu 40 Kilometer anwachsende Nordpyrenäenzone ist intern sehr stark verfaltet. Entlang ihrer nördlichen Begrenzung – der Nordpyrenäenfront – schiebt sie sich in nördliche Richtung über die Subpyrenäenzone und staucht diese in Sättel und Mulden. Die Nordpyrenäenzone wird ihrerseits wiederum im Süden entlang der Nordpyrenäenstörung von der Primären Achsenzone überschoben. Die Nordpyrenäenstörung enthält tektonisch stark beanspruchte Mylonite. Die sie umgebenden Gesteine tragen horizontale Lineare und unterstreichen den seitenverschiebenden Charakter der Nordpyrenäenstörung. In der restlichen Nordpyrenäenzone war der Grad der Verformung ebenfalls sehr hoch, die Streckungslineare stehen hier allerdings steil.
Das über 6000 Meter mächtig werdende Sedimentpaket der Nordpyrenäenzone besteht aus jurassischen und kretazischen Deckschichten, die oberhalb der triassischen Evaporite nach Norden abgeglitten sind. Im Gegensatz zur Subpyrenäenzone enthält die Nordpyrenäenzone so gut wie kein Paläogen. Obertriassische Schiefertone und Evaporite können örtlich Einlagerungen von dolomitischen Gesteinen, Tuffen und Diabasen (Ophite) aufweisen. Diese Keuperschichten besitzen eine sehr hohe Plastizität und bilden meist eine tektonische Mélange, wobei interne Kontaktflächen oft als Décollement (Abscherung) fungieren. Jura und Unterkreide sind Kalksedimente eines tektonisch ungestörten, flachen Schelfmeeres. Während des mittleren Albiums kam es zu einer drastischen Umstrukturierung des Sedimentationsraumes hin zu tief marinen Ablagerungsbedingungen. Es bildete sich jetzt das 400 Kilometer lange Nordpyrenäenbecken, das aufgrund distensiver Scherbewegungen zwischen den Kontinentalblöcken als Pull-apart-Becken entstanden war und während der Oberkreide mit einer diskordanten turbiditischen Flyschserie verfüllt wurde. Im oberen Albium spaltete sich das Becken in zwei Teile – ein internes, in unmittelbarer Nähe der Nordpyrenäenstörung gelegenes Becken, das vom flysch ardoisier verfüllt wurde und ein weiter nördlich gelegenes, externes Becken mit dem flysch noir als Sedimentfüllung. Das externe Becken erhielt im Verlauf des Turoniums und des Coniaciums den flysch à fucoides, eine sehr mächtige Wechselfolge von kalkigen Tonsteinen/Mergeln und sandigen Kalkareniten. Auf diesen Flysch folgt im Maastrichtium eine regressive Serie bestehend aus recht mächtigen Mergeln (Marnes de Plagne), Schelfkalken (Calcaires nankins), sowie lagunären und lakustrischen Sedimenten. Insgesamt erreichen die Ablagerungen des Zeitraumes Coniacium-Maastrichtium eine Mächtigkeit von 3000 Meter.
Das paläozoische Grundgebirge durchstößt an mandelförmigen, horstartigen Aufbrüchen gelegentlich die Deckschichten. Beispiele hierfür sind die so genannten massifs satellites nord-pyrénéens (nordpyrenäische Satellitenmassive – Massive des Agly, des Arize, von Barousse, von Bessède, von Castillon, von Milhas, des Plantach, des Saint-Barthélémy, von Salvezines und der Trois Seigneurs) zwischen Lourdes und Perpignan und die Massive im nördlichen Baskenland. Es handelt sich hier um nach Norden verkippte, sinistrale Scherkörper mit gleichzeitig vertikaler Scherkomponente, die sehr wahrscheinlich schon in der variszischen Orogenese angelegt wurden. Ihre Größendimension variiert zwischen 1 und 300 Quadratkilometer.
Ein schmaler, weniger als 5 Kilometer breiter, jedoch mehr als 200 Kilometer langer Streifen entlang der Nordpyrenäenstörung wurde während des Albiums/Cenomaniums von einer dynamischen und thermischen Metamorphose (Hochtemperatur/Tiefdruck HT/LP) erfasst. Vereinzelte Vorkommen nördlich der Satellitenmassive (im Bigorre, in den südlichen Corbières) wurden ebenfalls metamorphosiert. Die Metamorphose erfolgte ohne Stoffneuzufuhr (isochemisch). Sie betraf nur die mesozoischen Deckschichten, die in Marmore und Hornfelse umgewandelt wurden. Das wasserfreie paläozoische Grundgebirge blieb von ihr verschont.

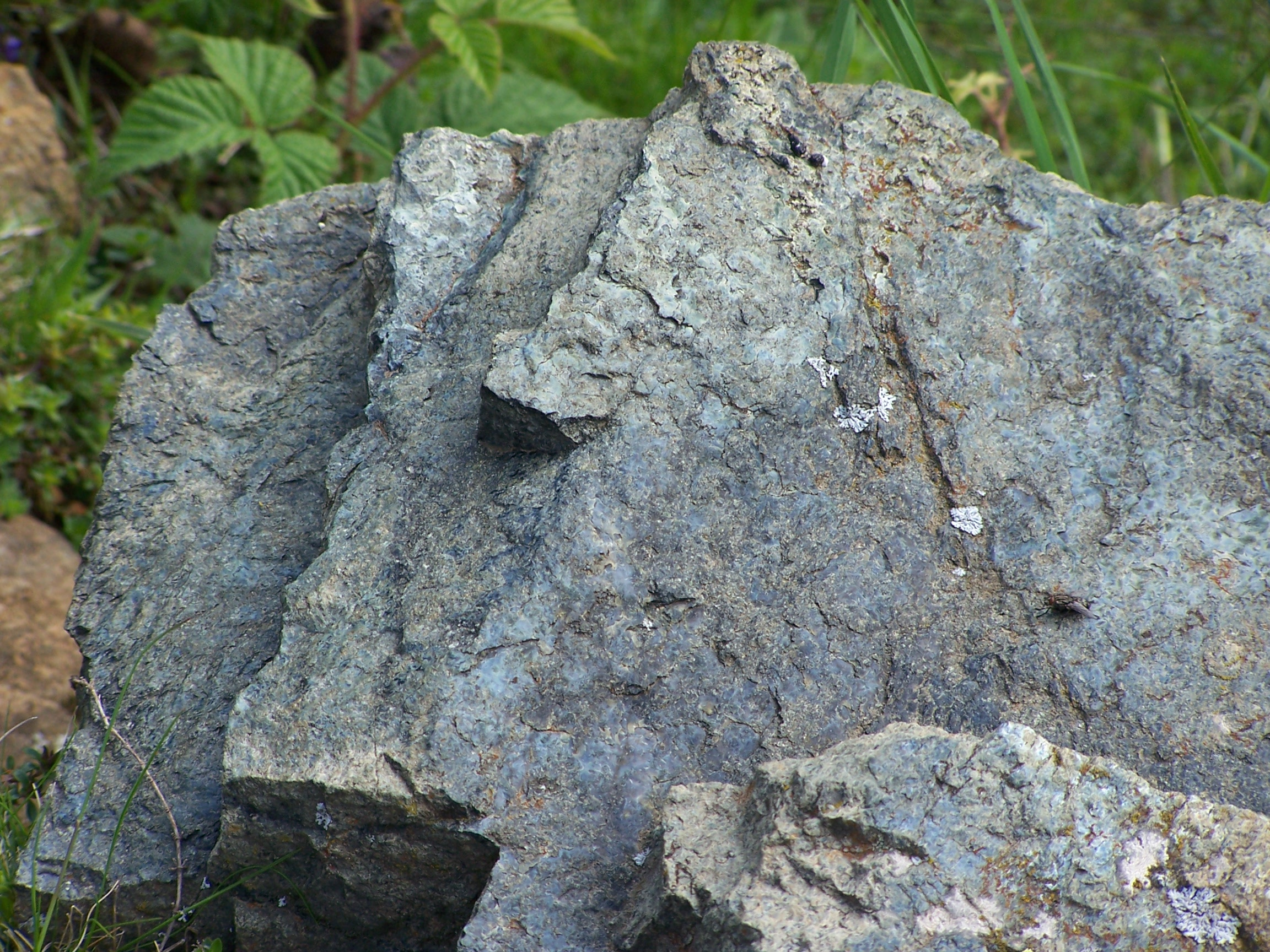
Lherzolith aus der Nordpyrenäenzone vom L'Étang de Lers, Ariège

Im metamorphen Streifen finden sich vereinzelte Vorkommen von Lherzolith (mit der Typlokalität bei Lers), die mittels sehr tiefreichender Störungen aus dem Oberen Mantel aufdrangen. Die Lherzolithe werden von Pyroxeniten und Amphiboliten durchzogen. Auch amphibolführende Peridotite können auftreten. Die Mantelgesteinsvorkommen sind schwarmartig angeordnet und werden nicht größer als 3 Quadratkilometer (Vorkommen von Moncaup). Sie reichen vom Béarn bis ins südöstliche Aude. Ihr Aufstieg ist nicht restlos geklärt, jedoch dürften folgende Faktoren dabei zu berücksichtigen sein:
- die jurassischen und unterkretazischen Marmore des metamorphen Bandes
- die Granulite der nahegelegenen Satellitenmassive
- die migmatitische Kinzigite
- die relative Nähe zur etwas weiter südlich gelegenen Nordpyrenäenstörung.
- Eingebettet in die Marmore des metamorphen Bandes finden sich Lherzolithklasten, der Lherzolith war somit noch vor der Metamorphose entstanden.

Auch kleinere verstreute Gesteinsvorkommen vulkanischen Ursprungs treten in der Nordpyrenäenzone auf. Sie finden sich in den Sedimenten des Lias und der Oberkreide (Aptium bis Campanium), hauptsächlich im Westabschnitt (bei Tarbes, Orthez und im Baskenland), aber auch in den Corbières. Es handelt sich um an Kieselsäure untersättigte Spilite, Pikrite und Nephelinsyenite. An Ganggesteinen treten Lamprophyre (Camptonite und Monchiquite) auf.
Erwähnenswert sind ferner verschiedenartig ausgebildete postmetamorphe Brekzien.
In groben Zügen lässt sich die Nordpyrenäenzone anhand von bedeutenden Bruchzonen dreiteilen:
- In einen nördlichen Bereich mit den von den Satellitenmassiven abgeglittenen Deckschichten. Er enthält Oberkreideflysch.
- In einen Mittelabschnitt, in dem die Satellitenmassive zu Tage treten.
- In einen südlichen Bereich, der von der Pyrenäenmetamorphose betroffen wurde.

Die Nordpyrenäenzone geht nach Westen anhand von Nordnordost-Südsüdwest-streichenden, sinistralen Seitenverschiebungen allmählich in den baskischen Faltengürtel über. Nach Osten setzt sie sich nach einer starken Biegung im Bereich der Corbières bis in die südliche Provence fort. An ihrem Ostende wird diese jetzt pyrenäisch-provenzalische Zone dann von Nordwest-Südost-streichenden, miozänen Faltenzügen der externen Westalpen unterbrochen und abgeschnitten.

### Primäre Achsenzone

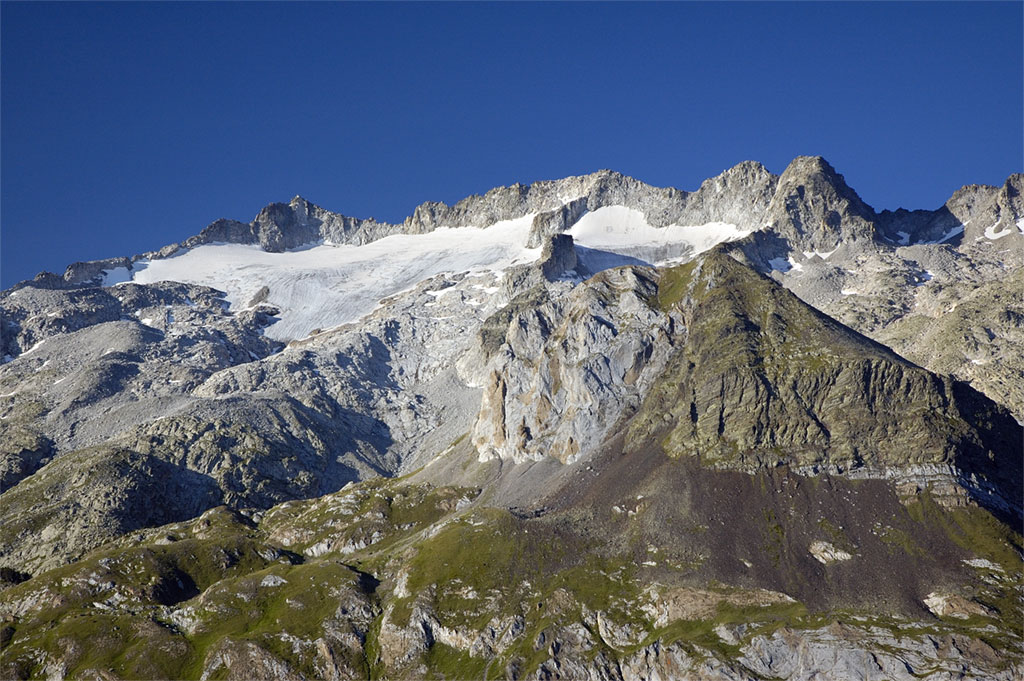
Granodioritmassiv der Maladeta in der Primären Achsenzone mit Gletscher und paläozoischen Hüllsedimenten (vorne rechts)

Die Primäre Achsenzone ist eine riesige Aufwölbung aus präkambrischem und paläozoischem („Primären“) Grundgebirge, welches bereits während der variszischen Gebirgsbildung metamorphosiert und verfaltet wurde. Gegen Ende des variszischen Gebirgsbildungsprozesses drangen dann spätorogene Granitoide auf. In der Achsenzone befinden sich die höchsten Pyrenäengipfel wie beispielsweise der Pico de Aneto, daher auch die Bezeichnung Achse.
Unter den Granitoiden finden sich vorwiegend Granodiorite (Maladeta, Massiv von Bassiès), biotitführende Granite (Canigou, Massiv von Quérigut) und Zweiglimmergranite (Massiv von Caillaouas). Die Intrusiva sind mehrheitlich sehr flachgründige, epizonale Gesteine, untergeordnet treten auch mesozonale und katazonale Granitoide auf.
Die großen Höhen der Achsenzone (meist über 3000 Meter) werden isostatisch durch eine Verdickung der kontinentalen Kruste kompensiert; beispielsweise hat sich unterhalb der Maladeta eine Wurzelzone gebildet, so dass die Moho hier auf 50 Kilometer Tiefe angetroffen wird. Deswegen kann auch über einem Großteil der Achsenzone eine negative Schwereanomalie gemessen werden, die jedoch gen Osten allmählich wieder verschwindet.
Das Grundgebirge wird von großen, spätherzynischen, mehr oder weniger Ost-West-streichenden Bruchzonen durchzogen, die während des alpinen Pyrenäenzyklus reaktiviert wurden. Die Bruchzonen sind im Ostteil der Achsenzone generell steilstehend wie beispielsweise die Mérens-Verwerfung. Im Westteil fallen die Bruchzonen meist flach(er) nach Norden ein und sind als nach Süden vorrückende, von Nordwest nach Südost gestaffelte Überschiebungen ausgebildet, in denen das Grundgebirge mesozoische Sedimente überfährt. Beispiele hierfür sind die Deckenstaffeln der Eaux-Chaudes, von Gavarnie und von Bénasque-Las Nogueras (Gebiet der Oberläufe der Flüsse Noguera Pallaresa und Noguera Ribagorzana). Mit den Deckenkomplexen assoziierte Schieferungen betreffen das Grundgebirge ebenso wie die Hüllsedimente und sind daher alpinen Ursprungs. Alle diese Bruchzonen sind das Resultat einer Krusteneinengung, deren Betrag auf 10 bis 20 Kilometer geschätzt wird. Die Achsenzone erfuhr somit eine Einengung von rund 20 %. Als Konsequenz wurde sie in einen antiformen Deckenstapel (engl. antiformal stack) sattelförmig aufgewölbt.
Die Primäre Achsenzone taucht ab dem Haut Béarn gen Westen allmählich periklinalartig unter Deckschichten der Oberkreide ab, um erneut im Grundgebirgsmassiv von Aldudes-Quinto Réal, dem südlichsten der baskischen Massive, wieder zu erscheinen. Im Osten bricht die Achsenzone unter neogenen und quartären Grabenbruchsystemen Nordkataloniens mehr und mehr ein, um schließlich vollständig vom Mittelmeer bedeckt zu werden.
Der Zentral- und Ostabschnitt der Achsenzone wird im Norden von der Nordpyrenäenstörung begrenzt, ein System N 110-streichender, sehr steil stehender Störungen. Die Nordpyrenäenstörung verliert sich zusehends im Westabschnitt; offensichtlich wird sie in der Nähe der baskischen Massive durch eine Seitenverschiebung nach Süden versetzt und setzt sich dann möglicherweise auf spanischem Gebiet südlich der baskischen Marmordecke und südlich des baskischen Faltenbogens weiter fort. Die Störung folgt schließlich der Atlantikküste in der Provinz Santander. Die Südgrenze der Achsenzone liegt vollkommen auf spanischem Gebiet. Es handelt sich hier um eine nach Süden vergente, alpidische Aufschiebung, entlang derer die postvariszischen Sedimente der Südpyrenäenzone von der Achsenzone überfahren werden; im Ostabschnitt trifft die Achsenzone direkt auf die Sedimente der Sierras Marginales.

### Südpyrenäenzone

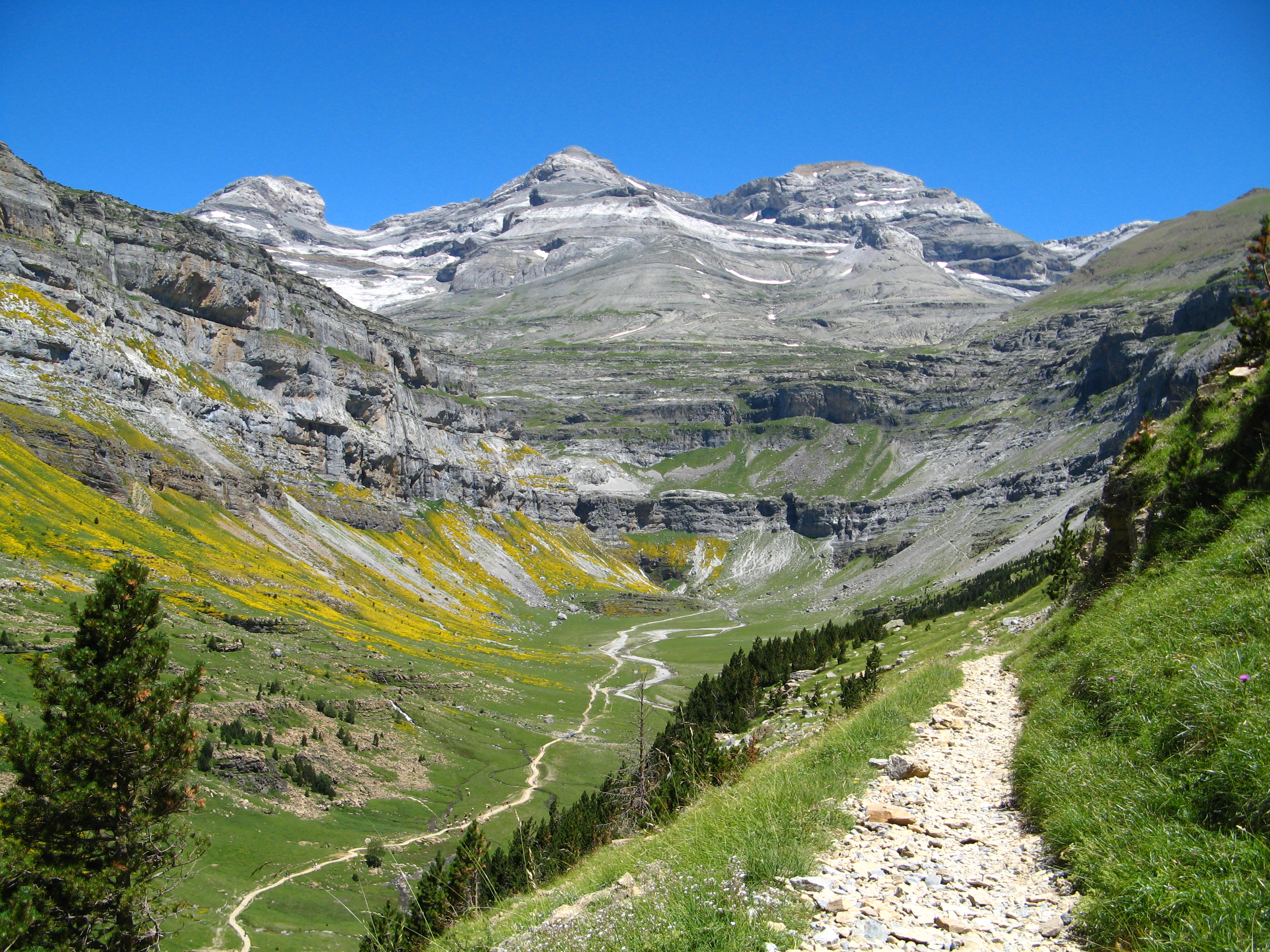
Der Monte Perdido, eine interne Sedimentdecke innerhalb der nördlichen Südpyrenäenzone

Die Südpyrenäenzone wird aus einer mesozoisch-eozänen Sedimentabfolge aufgebaut, die im Niveau der Mittleren bzw. Oberen Trias von der Primären Achsenzone nach Süden abgeglitten ist; das Substratum ist nirgendwo aufgeschlossen. Ihre Südbewegung wurde von zwei konjugierten Störungen sozusagen „kanalisiert“, im Westen von der Nordwest-Südost-streichenden Störungszone am Cinca (Überschiebungen sowie die Antiklinalzüge von Boltaña und Mediano) und im Osten von den gestaffelten, Nordost-Südwest-streichenden Seitenverschiebungen am Segre. Diese Seitenverschiebungen haben am östlichen Deckenrand sehr komplizierte Strukturen geschaffen (Rücküberschiebungen, fächerartiges Verzahnen der aufsteigenden Deckeneinheiten), die im ausgehenden Eozän und im frühen Oligozän entstanden. Durch die Einengung wurde die Sedimenthaut gezwungen, sich mehrfach selbst zu überschieben. Dies führte natürlich zu einem starken Anstieg der Mächtigkeiten. Beispiele hierfür sind die Decke des Monte Perdido, die Decke der Cotiella oder die mehr zentral gelegene Bóixols-Decke und die weiter östlich anschließende Obere-Pedreforca-Decke in äquivalenter Position. Die Bóixols Decke zeigt Rücküberschiebung und an ihrem Stirnende überfährt sie die weiter im Süden gelegene Montsec-Decke. Die Sedimentfolge der Bóixols Decke beispielsweise erreicht eine Mächtigkeit von 5000 Meter und besteht hauptsächlich aus Kreidesedimenten. Die Montsec-Decke, korrelierbar mit der Unteren-Pedraforca-Decke, wird 2000 Meter mächtig und ist aus Oberkreidekalken sowie syntektonischen Konglomeraten, Sandsteinen und Schiefertonen des unteren und mittleren Eozäns zusammengesetzt.
Die Südpyrenäenzone schiebt sich schließlich entlang der Südpyrenäenüberfahrung über die Sierras Marginales.
Die Bewegungen fanden während des Eozäns statt. Sie erzeugten stirnwärts sich verzahnende Teildecken mit huckepackartigen Sedimentbecken (engl. piggyback basins). Der Verschiebungsbetrag (nach Süden) ist jedoch umstritten. Manche Autoren sehen ihn als relativ gering an, wohingegen andere durchaus Beträge zwischen 30 und 50 Kilometer ins Auge fassen.

### Sierras Marginales
Die Sierras Marginales (Sierras Aragoneses und Sierras Catalanes) bestehen wie die Südpyrenäenzone ebenfalls aus einer mesozoisch-eozänen Sedimentabfolge, die aber mit 900 Meter Mächtigkeit wesentlich dünner ausgebildet ist. Die Sedimentfolge umfasst Keuper, Jura, diskordante unterkretazische Bauxite, Paläozän in Garumnischer Fazies und unteres Eozän. Die Einheiten der Sierras Marginales unterschieben Sedimentfolgen des Ebro-Beckens und wurden anschließend von dessen Oligozän und Miozän diskordant verdeckt. Weiter im Westen werden die Sierras Marginales von der Jaca-Pamplona-Decke abgelöst, die aus obereozänen und oligozänen Sedimenten besteht. In dieser Decke vereinfachen sich westlich des Gállego die Strukturen: so wird die Sedimentabdeckung in den baskischen und kantabrischen Pyrenäen nur noch von langgezogenen und relativ offenen Faltenzügen erfasst, die gelegentlich von Salzaufbrüchen des Keupers durchdrungen werden. Im Osten werden die Sierras Marginales von der Port-del-Comte-Decke und von der Cadí-Decke vertreten, die im Wesentlichen aus Eozän bestehen.
Die Sierras Marginales werden im Norden von der zur Süpyrenäenzone gehörenden Montsec-Decke überschoben.
Das Ende der Deckenbewegungen war diachron und wanderte langsam von Ost nach West. So endeten die Bewegungen in der Cadí-Decke bereits vor 34 Millionen Jahren an der Wende Eozän/Oligozän, in der Jaca-Pamplona-Decke hingegen erst gegen 23 Millionen Jahre an der Wende Oligozän/Miozän.

### Südliches Vorland
Südliches Vorland der Pyrenäen ist das Ebro-Becken, manchmal auch als Ebro-Vorlandbecken bezeichnet. In seinem nordöstlichen Abschnitt in Katalonien ist es durch die herangleitenden Pyrenäendecken (Sierras Marginales und östliche Äquivalente) gestaucht und gefaltet worden, ansonst liegen seine Schichten flach oder fallen nur schwach nach Norden ein. Die Intensität des Faltenbaus nimmt hierbei nach Süden immer mehr ab, um schließlich in den ungestörten Schichtenverband des Ebro-Beckens überzugehen. Die Faltenachsen folgen mehr oder weniger der Pyrenäen- bzw. der jeweiligen Deckenstirnrichtung, biegen jedoch in der Nähe des Segre in die Nordost-Südwestrichtung ein (als Beispiel möge das Oliana-Antiklinal dienen).
Die Gesteinsabfolge im Ebro-Becken beginnt mit dem Paläozoikum, darauf folgen oberkretazische/paläozäne Rotsedimente, eozäne marine Kalke und Mergel sowie obereozäne Evaporite (Cardona-Salz). Das untere Oligozän besteht aus Konglomeraten, die nach Süden in Evaporite und Seesedimente übergehen. Im verfalteten Bereich wird gefaltetes Paläogen diskordant von flach liegenden, nichtmarinen Schichten aus dem Miozän/Pliozän des Ebro-Beckens überdeckt.
Das Ebro-Becken vertieft sich in Richtung Südpyrenäenfront und weist dort 3000 Meter an Sedimentüberdeckung auf. Diese reduziert sich jedoch in der Nähe der Sierras Marginales auf 1500 Meter. Die tiefste Stelle des Ebro-Beckens mit 5000 Meter an Sedimenten liegt bei Logroño am Nordwestende.

## Entwicklung des Pyrenäenorogens
Aufgrund seiner Polyzyklität kann das Pyrenäenorogen in zwei große Abschnitte unterteilt werden:
- In einen voralpinen Entwicklungszyklus.
- In einen alpinen Entwicklungszyklus.

### Voralpiner Entwicklungszyklus

#### Präkambrium
Tektonische und petrologische Untersuchungen konnten in metamorphen Gesteinen aus der Primären Achsenzone und aus der Nordpyrenäenzone Reste von Präkambrium nachweisen. So wurden beispielsweise im Massiv des Canigou und im Massiv des Agly Überreste eines uralten Grundgebirges entdeckt (erkennbar anhand von radiometrischen Altersdatierungen an Granitoiden und anderen tektonischen Strukturen), welches später durch Deformationen und Metamorphose in das variszische Orogen inkorporiert wurde.
Anmerkung: Diese ursprünglichen Datierungen konnten in neueren Untersuchungen mittels der SHRIMP-Methode nicht bestätigt werden (es wurden nur noch Alterswerte zwischen 477 und 471 Millionen Jahren gefunden). Die Vorstellung eines cadomischen Grundgebirges ist somit anzuzweifeln.

#### Neoproterozoikum und Paläozoikum
Unter den metamorphen Gesteinen des Kambro-Ordoviziums finden sich Migmatite aus der oberen Amphibolitfazies, Glimmerschiefer mit Andalusit, Cordierit und Staurolith aus der unteren Amphibolitfazies sowie grünschieferfazielle Phyllite.
Die epikontinentalen Sedimentgesteine des Neoproterozoikums und des Unteren Paläozoikums bestehen größtenteils aus detritischen, tonig-sandigen Abfolgen, die im Wesentlichen fossilleer sind. Sie wurden meist später von der variszischen Orogenese überprägt. In die detritischen Abfolgen schalten sich vorwiegend im unteren Abschnitt karbonatische Formationen ein.
Die Sedimentfolge beginnt mit der 2000 bis 3000 Meter mächtigen Canaveilles-Gruppe im Ediacarium vor rund 580 Millionen Jahren. Sie führt im Wesentlichen Schiefertone und Grauwacken mit rhyodazitischen und karbonatischen Einschaltungen. Im Bereich der Cadí-Decke kommen im Unterkambrium auch Archaeocyathidenkalke vor. Die Canaveilles-Gruppe wird an der Grenze zum Mittelkambrium von der flyschoiden Jujols-Gruppe abgelöst, einer 2000 Meter mächtigen Serie aus Schiefern, Schiefertonen und Siltsteinen mit kalkigen und quarzitischen Zwischenlagen. Die Jujols-Gruppe weist einen etwas niedrigeren Metamorphosegrad auf als die mesozonale Canaveilles-Gruppe. Ihre Sedimentation dauerte wahrscheinlich bis in das unterste Ordovizium an.
Nach einer längeren Schichtlücke folgen diskordant bis zu 100 Meter an Konglomeraten des Caradocs (5./6. Stufe des Ordoviziums), das Rabassa-Konglomerat. Im Anschluss wurde die bis zu 500 Meter mächtig werdende Cava-Formation abgelagert, wechsellagernde Grauwacken und Schiefertone mit vulkanischen Zwischenlagen. Die überlagernde, zirka 200 Meter mächtige Estana-Formation besteht aus Kalken und kalkhaltigen Schiefertonen. Die Kalke enthalten eine benthische Fauna (Brachiopoden, Bryozoen, Cystoiden) sowie Conodonten und stammen aus dem ausgehenden Ordovizium. Den Abschluss bildet die schlecht geschichtete Ansobell-Formation (20 bis 300 Meter), dunkle Schiefer mit Mikrokonglomeraten, die auf glaziomarine Einflüsse hinweisen. Die Ansobell-Formation kann gelegentlich diskordant bis auf die Cava-Formation herabgreifen.
Die Vulkanite und die Konglomerate des Ordoviziums lassen auf unruhige tektonische Vorgänge schließen, welche sehr wahrscheinlich dem frühen kaledonischen Zyklus (Takonische Phase) anzurechnen sind.
Im Silur wurden dann im Rhuddanium bis zu 20 Meter an Quarziten (Bar-Quarzit) und anschließend 50 bis 250 Meter an dunklen Graptolithenschiefern sedimentiert. Die Mächtigkeit der Graptolithenschiefer kann im Westen bis auf 850 Meter anwachsen. Sie umfassen fast das gesamte Silur (Aeronium bis Pridoli), dokumentiert anhand der Graptolithen. In ihrem oberen Abschnitt (Ludlow und Pridoli) führen sie fossilhaltige Kalkhorizonte und Kalkknollen (mit Conodonten, Nautiloideen, Bivalvia, Crinoiden und Ostrakoden). Die kalkige Fazies geht in der Nähe der baskischen Massive in eine detritische Fazies aus Sand- bzw. Siltstein-Wechsellagen über. Die Graptolithenschiefer wurden später zu unteramphibolitfaziellen Schiefern metamorphosiert, stark tektonisiert und bilden einen bevorzugten Abscherhorizont (Décollement).
Das Devon ist marin ausgebildet und reich an Fossilien (Spiriferiden und Trilobiten wie beispielsweise Phacops). Es weist sechs Sedimentationsräume (und eine Unzahl von Formationen) auf, mit zum Teil sehr unterschiedlicher sedimentärer Entwicklung (insbesondere die baskischen Pyrenäen). Generell überwiegen im Westabschnitt flachmarine Ablagerungen, nach Osten hingegen hemipelagische Fazies mit vereinzelten Hochgebieten. Die starken Mächtigkeitsschwankungen unterliegende Schichtenfolge (100 bis 600 Meter, bis zu 1400 Meter in den baskischen Pyrenäen) des Devons besteht aus sehr unterschiedlichen Faziestypen wie Grauwacken, Riffkalken und Sandsteinen. Besonders auffallend sind rosa bis rote, blaue oder grüne Bänder- und Knollenkalke, die so genannten Griottes des Unteren Famenniums. Auch kalkhaltige Schiefertone und Schwarzschiefer treten auf.
Das Lochkovium besteht meist aus Schwarzschiefern und schwarzen Kalken und ist sehr reich an Conodonten. Während des Pragiums bildete sich ein siliziklastischer Fächer, der San-Silvestre-Quarzit aus der Basibé-Formation. Sehr starke lithologische Unterschiede herrschten während des Zeitabschnitts Oberes Givetium bis Frasnium mit darüber hinaus deutlich erhöhten Sedimentationsraten. Im Unteren Frasnium bildeten sich dann Riffkomplexe, zur selben Zeit drangen im zentralen, im westlichen und im baskischen Pyrenäenraum siliziklastische Schüttungen ein. Mit Beginn des Mittleren Famenniums hatte sich die Sedimentation über den gesamten Pyrenäenraum wieder vereinheitlicht und es wurden bis zum Ende des Devons monotone, kondensierte Cephalopodenkalke abgeschieden (Griotte- und graue bis rosafarbene, knollige Supra-Griotte-Kalke). Gegen Ende des Famenniums treten erste Schichtlücken auf, um dann einem vollständigen Auftauchen des westlichen Pyrenäenbereichs zu Beginn des Mississippiums zu weichen. Diese jedoch nur in den westlichen Pyrenäen ausgebildete Diskordanz entspricht einem frühen Deformationsstadium der variszischen Gebirgsbildung (Bretonische Phase).
Das Unterkarbon (Mississippium) beginnt in den westlichen Pyrenäen mit einer Transgressionsdiskordanz (Quarzgerölle). Im übrigen Sedimentationsraum folgen auf die Supra-Griotte-Kalke konkordant präorogene Sedimente, die mit dem Unteren Kieselschiefer des Tournaisiums beginnen. Der Untere Kieselschiefer setzt sich aus 50 Meter schwarzen, Phosphatknollen führenden Kieselschiefern und Zwischenlagen von Schwarzschiefern zusammen. Nach zwischengeschalteten grauen, knolligen Goniatiten-führenden Kalken wird im Viséum der Obere Kieselschiefer abgelagert – graue oder grüne Kieselschiefer, die pyroklastische Lagen enthalten können. Die Serie endet schließlich mit grauen Knollenkalken.
Das Unterkarbon geht dann in die bis zu 1000 Meter mächtigen, detritischen Sedimente der synorogenen Kulmfazies über; eine Ausnahme bilden die westlichen Pyrenäen, in denen im Verlauf des Serpukhoviums vor Einsetzen der Kulmsedimente noch dunkelgraue, laminierte Kalke sedimentiert werden. Die diachrone Kulmfazies besteht aus Wechsellagen von Sandsteinen mit dunklen Schiefertonen und ist flyschartig (Turbidite) ausgebildet – Vorbote der variszischen Gebirgsbildung. In ihr treten auch hemipelagische Kalklagen, Konglomeratbänke, karbonatische Brekzien und Olistolithe auf. Sie setzt im Osten bereits an der Wende Viseum/Serpukhovium (Namurium), westlich des Gállego jedoch erst im Pennsylvanium, im Unteren Westphal (Bashkirium) ein. Ihre Sedimentation dauert in den baskischen Pyrenäen bis ins Moskowium an. Die Kulmfazies wurde in einer nach Südwesten wandernden Vortiefe des variszischen Orogens abgesetzt, faziell handelt es sich hierbei um Sedimente, die in Canyons des Kontinentalhanges und als submarine Schwemmfächer zur Ablagerung kamen.

#### Variszische Orogenese
Die variszische Orogenese drückt sich in den Sedimenten als eine bedeutende Diskordanz aus, die oberhalb des Unteren Westphals (Bashkirium) und unterhalb des Stephans (Moskowium), manchmal auch unterhalb des Oberen Westphals, platziert ist. Die tektonischen Bewegungen fanden also vor rund 310 Millionen Jahren statt, datiert anhand von fossilem Pflanzenmaterial.
Das konglomeratische Obere Westphal weist an seiner Basis eine bedeutende Diskordanz auf, das Moskowium besteht dann aus blauschwarzen Schiefertonen. Auf das Moskowium folgen noch die so genannte Graue Einheit des Kasimoviums (Stephan B) und die Übergangsschichten des Gzheliums (Stephan C und Autunium). Diese Sedimente sind nicht oder nur schwach metamorph, wohingegen die darunter liegenden Folgen vollständig die variszische Metamorphose registrierten.
Die tiefreichenden Auswirkungen der variszischen Orogenese betrafen den Pyrenäenraum auf vielfache Weise. An erster Stelle zu nennen wären die tektonisch bedingten Einengungen, welche die paläozoischen Sedimente verfalteten. Oft wurden mehrere Faltengenerationen angelegt, die sich teilweise überlagern. Mit den Falten entstanden Schieferungen. Überdies wurde das Paläozoikum mitsamt seinem präkambrischen Substratum unter Hochtemperatur-Tiefdruckbedingungen (HT/LP) metamorphosiert. Stellenweise kam es sogar zur Anatexis; so wurden gelegentlich präkambrische Gneise des vorvariszischen Grundgebirges mitsamt ihrer überlagernden Glimmerschieferhaut aufgeschmolzen. Eine wesentlich weitreichendere Folge war jedoch der spätorogene Plutonismus, der zahlreiche Granitoide meist saurer, teilweise aber auch mehr basischer Zusammensetzung, aufdringen ließ. Darunter katazonale, relativ tiefsitzende, mit Migmatiten assoziierte, diffuse Intrusiva; aber auch epizonale, wohldefinierte, klassische Plutone, die teils sehr hoch aufdrangen und sich in Antiklinalen des variszischen Faltenbaus ausbreiteten. Der Plutonismus hielt während des Zeitraumes 310 bis 270 Millionen Jahre an (Abkühlungsalter aus dem späten Pennsylvanium und dem unteren Perm). Als typisches Beispiel wäre hier der 280 Millionen Jahre alte Maladeta-Granodiorit anzuführen.
Eine weitere bedeutende Auswirkung war die Ausbildung bruchtektonischer Strukturen, die wahrscheinlich schon im Verlauf des Paläozoikums vorgezeichnet worden waren. Die Bruchstrukturen folgen großenteils der Pyrenäenrichtung WNW-OSO, bestes Beispiel hierfür ist die Nordpyrenäenstörung. Diese Bruchstrukturen werden in der Folge eine entscheidende Rolle im weiteren Entwicklungsverlauf des Orogens übernehmen.

### Alpiner Entwicklungszyklus
Vergleiche auch: Aquitanisches Becken – Sedimentäre Entwicklung

#### Pennsylvanium, Perm und Untere Trias

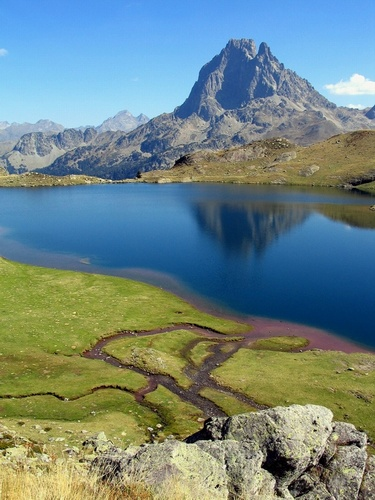
Der Pic du Midi d'Ossau, Überrest einer ehemaligen vulkanischen Caldera aus dem Perm

Die nach der asturischen Phase im Oberen Westphal (Moskowium) bis in die Untere Trias abgelagerten Sedimente können als spätorogene Molassen des Variszikums angesehen werden. In Halbgräben sammelten sich im ausgehenden Pennsylvanium und im Perm 2500 Meter an nichtmarinen Sedimenten mit zwischengeschalteten Andesiten und Basalten. Detritische Formationen limnischen Charakters mit Kohleflözen im Stephan (Kasimovium und Gzhelium) gefolgt von roten Sandsteinen mit vereinzelten Pflanzenresten im Perm sind die typischen Verwitterungsprodukte der noch nicht zur Ruhe gekommenen Varisziden.
Die Graue Einheit des Kasimoviums ist eine Sequenz mit Korngrößenabnahme zum Hangenden. Sie beginnt mit Brekzien und Konglomeraten an der Basis und geht dann in Sandsteine und Schiefertone mit Kohleflözen (Anthrazitvorkommen bei Campo de la Troya) über. Sie enthält ferner andesitische Lagen, die stellenweise sehr bedeutend werden können. Die Übergangsschichten des Gzheliums bilden wie die Graue Einheit ebenfalls einen Zyklus mit Korngrößenabnahme zum Hangenden (Konglomerate, Sandsteine und Tonsteine mit Kohleflözen). An Vulkaniten führen sie jedoch Tuffe und rhyodazitische Laven. Sie schließen mit lakustrischen Kalksedimenten, die Stromatolithen, Charophyten und Ostrakoden enthalten.
Die kontinentalen Rotsedimente des Perm legen sich diskordant auf die Übergangsschichten. Sie zeigen starke Mächtigkeitsschwankungen und können bis zu 800 bzw. 1000 Meter erreichen. Ihr hauptsächliches Verbreitungsgebiet sind die baskischen Pyrenäen und die Achsenzone. Wie die Sedimente des Stephans wurden auch sie als alluviale (in Schwemmfächern und trockenfallenden Flussläufen) und als limnische Sedimente in transtensiven Becken innerhalb des variszischen Orogens abgelagert.
Die bereits erwähnten Bruchstrukturen spielen eine wichtige Rolle in der faziellen Verteilung dieser Sedimente. Sie beeinflussten aber auch gleichzeitig die Verteilung sukzessiver vulkanischer Eruptionen wie beispielsweise die kalkalkalischen Vulkanitserien am Pic du Midi d'Ossau (andesitische Lagergänge und Lakkolithe) oder die Basaltserien des Baskenlands (Basaltlaven von La Rhune). Auslöser für den Vulkanismus sind wahrscheinlich erste seitenverschiebende Bewegungen Iberias gegenüber der Eurasischen Platte.
Das Perm lässt sich in der Achsenzone in drei Folgen aufteilen (vom Hangenden zum Liegenden):
- Folge von la Peña de Marcanton. Sie erreicht eine Mächtigkeit von 500 Meter und ist überwiegend feinkörnig.
- Folge des Pic Baralet. Wird bis zu 300 Meter mächtig und enthält polygene Konglomerate mit Bruchstücken von paläozoischen Kalken eingebettet in rotem Sandstein. Sie liegt teilweise diskordant auf der Folge des Somport.
- Folge des Somport. Eine generell feinkörnige Folge, die bis zu 300 Meter mächtig werden kann und aus roten bis violetten Tonsteinen besteht. Sie folgt diskordant auf die Übergangsschichten.

Die detritische Untertrias (Buntsandstein) ist in ihrer Ausbildung den Folgen des Perms sehr ähnlich. Sie wird 400 bis 500 Meter mächtig und baut sich aus groben Konglomeraten, Sandsteinen, Psammiten mit Pflanzenabdrücken (Equisetites, Coniferomyelon), sowie grünen und roten bis violetten Tonsteinen auf.
Zu diesem Zeitpunkt ist die Einebnung des variszischen Orogens bereits weit fortgeschritten und die Sedimentationsräume weiten sich.

#### Mittlere Trias bis Oberer Jura
Die Sedimentfolgen auf der Nord- und der Südseite der Pyrenäen sind ab der Mittleren Trias bis in den Oberen Jura sehr ähnlich.
Im Muschelkalk erfolgt bereits wieder ein Meeresvorstoß, der aber nur die Nordpyrenäenzone und das Baskenland berührt. Er hinterlässt 20 bis 100 Meter an dolomitischen Zellkalken, grauen Fossilkalken und Wellenkalken. In der Oberen Trias (Keuper) weitet sich die Sedimentation auf den gesamten Pyrenäenraum aus. In Lagunen setzen sich Evaporite ab – bunte, Gips führende, eisenreiche Tone, Gips, Anhydrit, dolomitische Mergel, Dolomite, Steinsalz, auch Kali- und Magnesiumsalze kommen vor. An der Wende Obere Trias/Hettangium bilden sich im Pyrenäenraum und im südlichen Aquitanischen Becken doleritische Tholeiite (Ophite), die erneute Bewegungen an den Bruchstrukturen andeuten (submarine Spalteneruptionen und Lagergänge in noch unverfestigten Keupersedimenten).
Der weitere Sedimentationsverlauf im Jura wird durch das Heranwachsen eines Karbonatschelfes charakterisiert. Die Sedimente bestehen aus epikontinentalen Ablagerungen des Litorals gefolgt im Wesentlichen von Kalken, Mergeln und Dolomiten mit mariner oder litoraler Fauna. Der damalige Sedimentationsraum unterlag disteniven Kräften, die entlang der variszischen Bruchstrukturen langgezogene Tröge mit unterschiedlicher Subsidenz, unterbrochen von Schwellenregionen, erzeugten.
Der Lias beginnt mit einer Transgression, die bedeutender ist als die Meeresvorstöße im Muschelkalk und Keuper. Seine Gesamtmächtigkeit schwankt zwischen 150 und 400 Meter. Im Hettangium sedimentieren bei ansteigendem Meeresspiegel fossilführende Kalke, die unter einsetzender Regression von Evaporiten abgelöst werden (Steinsalz und Anhydrit mit vereinzelten Karbonatlagen). Am Beckenrand und in den östlichen Pyrenäen werden tonhaltige Kalke und Bänderdolomite mit Anhydritlagen abgeschieden, welche durch Lösung des Anhydrits zu monogenen Brekzien umgewandelt werden. Während des Unteren Sinemuriums schreitet der Meeresrückzug weiter fort, es werden intra- und supratidale Bänderkalke und -dolomite abgelagert. Mit einem erneuten Meeresspiegelanstieg im Oberen Sinemurium (Lotharingium) etablieren sich mehr offen marine Verhältnisse, es entstehen Fossilkalke in tieferen Bereichen und Oolithkalke auf Schwellen. Der Mittlere Lias (Pliensbachium) beginnt ebenfalls transgressiv mit fein-detritischen, kalkig-mergeligen Sedimenten (eisenhaltige Oolithe, Fossilkalke und -mergel), die dann in Mergel übergehen. Im Osten bilden sich unter schlecht durchlüfteten Bedingungen pyrithaltige Tonsteine mit einer sehr reichhaltigen Ammonitenfauna des Südostens; die atlantische Ammonitenfauna ist dagegen relativ eintönig. Während des Oberen Lias (Toarcium) setzt sich die fein-detritische Sedimentation bei Hochstand fort. Zur Ablagerung kommen pelagische, schwarze Mergel (marnes noires und schistes esquilleux). Gegen Ende des Oberen Lias machen sich erneut regressive Tendenzen bemerkbar.
Der am Ende des Lias begonnene Meeresrückzug setzt sich im Dogger weiter fort. In der Nähe von Pau wächst eine bis nach Poitiers ziehende Oolithbarriere heran, die den Sedimentationsraum in zwei Hälften unterteilt. Die Barre bleibt bis zum Oberen Malm bestehen. Auf der tieferen, zum Atlantik hin offenen Hälfte, werden infratidale Schelfsedimente sedimentiert (schwarze bis bläuliche, tonhaltige Kalke reich an benthischen Organismen, Mikrofilamenten und Ammoniten), auf der abgeschlossenen Ostseite entsteht ein riesiges Intertidal, in dem verschiedene Karbonatfazies wie Pseudooolithe und Bänderdolomite sowie Evaporite (Anhydrit) abgeschieden werden. Die Intertidalsedimente unterliegen einer gleichzeitig einsetzenden, kräftigen Dolomitisation. Gegen Ende des Dogger erfolgt ein weiteres Absinken des Meeresspiegels.

#### Oberer Jura und Unterkreide
Mit dem Oberen Jura (Tithonium) und der Unterkreide kommt es zu einer drastischen Veränderung der Verhältnisse. Zum selben Zeitpunkt setzt die Spreizbewegung Iberias ein und die Biskaya beginnt sich langsam zu öffnen (unter Bildung ozeanischer Kruste während des Zeitraumes mittleres Albium bis Ende Coniacium).
Im Malm, der insgesamt eine Mächtigkeit von 600 bis 750 Meter erreicht, setzt die Sedimentation erst wieder im Oberen Oxfordium ein, das Untere Oxfordium ist kaum vertreten. Das 100 bis 150 Meter mächtige Oxfordium besteht westlich der Oolithbarre aus infratidalen Schelfsedimenten (tonhaltige, sandige und pyrithaltige Kalke), der östliche Bereich unterliegt weiterhin der Dolomitisation. Das 300 bis 400 Meter mächtige Kimmeridgium erlebt eine starke Vereinheitlichung des gesamten Sedimentationsraums mit zusehender Verflachung des westlichen Bereichs. Es werden massive, sehr feinkörnige, schwarze lithographische Kalke und feinkörnige Plattenkalke abgesetzt. Während des Tithoniums, das 200 Meter an Mächtigkeit erreicht, machen sich starke regressive Tendenzen bemerkbar, die in einem vollständigen Rückzug des Meeres enden (Im Baskenland erfolgte der Rückzug bereits am Ende des Kimmeridgiums). Im Verlauf der Regression werden erneut evaporitische und dolomitische, aber auch lagunäre und lakustrine Fazies zurückgelassen.
Nach einem aus südöstlicher Richtung erfolgenden Meeresvorstoß durch eine enge Meeresstraße östlich von Pau im Berriasium, der maximal 100 Meter an intertidalen bis subtidalen Kalken mit sandiger bis toniger Randfazies hinterlässt, kommt es im Neokom zur Emersion. Während des Valanginiums und des Hauteriviums bilden sich auf den aufgetauchten Schwellen auf Kosten von tonigen Mergeln unter ferallitischen klimatischen Bedingungen Bauxite, die von später erfolgenden Transgressionen fossilisiert werden. In den Trogregionen werden nach einer weiteren, von Osten kommenden Meeresinkursion im Barremium, 200 bis 300 Meter an marinen Schelfkarbonaten abgesetzt, wie beispielsweise Dolomite, Algenkalke, Foraminiferenkalke und Rudistenkalke – Sedimente der Urgon-Fazies, die bis ins Albium auftreten können (Corbières, Südpyrenäenzone). Unter absinkendem Meeresspiegel im Oberen Barremium sedimentieren schwarze, pyrithaltige Tonsteine und lagunäre Kalke reich an Ostrakoden und Characeen.
Ab der Wende Barremium/Aptium, geprägt durch einen erneuten Hochstand, erfolgen dann während des Aptiums und Albiums noch vier weitere Oszillationen des Meeresspiegels, die zu einer bedeutenden Sedimentakkumulation führen (stellenweise bis zu 3000 Meter). Bedingt durch ein Absinken der atlantischen Grabenzonen kommt es jetzt zur erstmaligen Vermischung der Wassermassen des Atlantiks und der Tethys. Die Sedimente des Zeitraumes Aptium/Albium werden gekennzeichnet durch ein kompetitives Wechselspiel von feinkörnigen terrigenen mit organogenen Ablagerungen. Letztere sind verantwortlich für das Entstehen von flachen Schelfplattformen, erbaut von Rudisten, Hexakorallen und Algen. Im Oberen Albium gewinnt die terrigene Sedimentation letztlich die Oberhand. Es bilden sich verschiedene flachmarine, zum Teil kalkhaltige Sandsteinformationen. Ursprungsort des Detritus ist der Raum Aragon/Pyrenäen, der eine erste epirogenetische Hebung erfährt. In diesem Zusammenhang stehen auch die aus südlicher Richtung stammenden fluviatilen Deltasedimente der Formation de Mixe und die sehr heterogenen, bis zu 1000 Meter mächtig werdenden, konglomeratischen Poudingues de Mendibelza, die als Topset einer Deltafront interpretiert werden.

#### Oberkreide
Vor Beginn der Oberkreide spaltet sich der Pyrenäenraum im Albium in zwei sehr unterschiedliche Faziesbereiche auf. Auf der Nordseite Iberias (Südpyrenäenzone und Primäre Achsenzone) lagern sich großräumig Schelfkarbonate ab; sie besitzen aufgrund mehrmaligen Trockenfallens nur reduzierte Mächtigkeiten. In der Nordpyrenäenzone hingegen bildet sich aufgrund von unter Krustendehnung erfolgenden Scherbewegungen (engl. transtension) ein sehr stark einsinkender Flyschtrog heraus, der im Wesentlichen den Ost-West-angeordneten variszischen Bruchzonen folgt und von den Massiven der Nordpyrenäenzone in zwei Teiläste gespalten wird (der so genannte sillon aturien mit bis zu 2500 Meter an flysch ardoisier im Südast und flysch noir im Nordast). Der Trog sinkt in Richtung Atlantik ab und läuft noch vor Erreichen der Aude wieder aus. Auf seiner Nordseite wird er vom relativ stabilen aquitanischen Schelf begleitet. Wahrscheinlich war es vom Atlantik ausgehend entlang seines Verlaufs zu einer sehr bedeutenden Krustenverdünnung gekommen.
Diese transtensive Krustendehnung dürfte auch die Ursache für die Pyrenäenmetamorphose darstellen, die sich durch einen erhöhten Wärmefluss, aber relativ niedrige Drucke auszeichnet. Es kommt zu Neubildungen der Minerale Biotit, Diopsid und Skapolith. Die Metamorphose ist diachron, in der östlichen Nordpyrenäenzone wurde sie als Albium radiometrisch datiert, wohingegen sie im Baskenland im Westen erst wesentlich später, nämlich im Campanium erfolgte (beispielsweise in der baskischen Marmordecke). Für manche Autoren überdauert die Metamorphose in abgeschwächter Form sogar noch bis an die K/T Grenze, ja sogar bis zum Beginn des Eozäns.
Während der Oberkreide ereignen sich unter Ausbildung von Schieferungen zwei Deformationsphasen (Oberes Albium bis Unteres Cenomanium und Santonium bis Maastrichtium). Gleichzeitig wird die sedimentäre Abfolge von mehreren Diskordanzen betroffen. Der Flyschtrog wird eingeengt und am Rand Iberias entsteht ein orogener Wulst, der langsam nach Norden in Richtung Vorland zu wandern beginnt. Dies verlagert dementsprechend auch die von ihm stammende Flyschsedimentation sowie die Trogachse nach Norden (Während des Santoniums erfolgender Übergang vom Nordpyrenäenbecken zum Subpyrenäenbecken, in welchem 1000 bis 4000 Meter an flysch à fucoides sedimentiert werden).
Während der gesamten Oberkreide waren die variszischen Bruchzonen von entscheidender Bedeutung für die sedimentäre Entwicklung. Dies wird durch das Aufdringen alkalischer Magmatite im Zeitraum mittleres Albium bis Ende Coniacium unterstrichen. So wurden innerhalb der westlichen Nordpyrenäenzone untermeerische Basaltlaven geliefert, und im Béarn und in der Bigorre machten sich verschiedene Intrusivkörper in Schichten der Oberkreide Platz.

#### Känozoikum
Die Schichtfolgen des Paläozäns verdeutlichen die Unterschiede zwischen den östlichen und den westlichen Pyrenäen. Im Westen bleibt die marine Schelfsedimentation weiter bestehen und auch der Flyschtrog zeigt weiterhin Subsidenz. Im Osten hingegen werden seit der ausgehenden Oberkreide und im Verlauf des Daniums die kontinentalen Rotsedimente der garumnischen Fazies abgesetzt – alluviale Schwemmsedimente und Sumpfablagerungen. Während des Paläozäns kommt es in den östlichen Pyrenäen bereits zu tektonisch bedingten Krusteneinengungen und Krustenhebungen.
Auch im Eozän setzt sich in den westlichen Pyrenäen die marine Sedimentation noch weiter fort. In zwei einsinkenden Becken nördlich und südlich der heutigen Kette werden Kalke, Mergel und Sandsteine mit Foraminiferen und benthischer Fauna sedimentiert. Das Eozän am französischen Nordrand der Kette (Nordpyrenäenzone) ist jedoch nur geringmächtig und voller Fazieswechsel. In ihm lassen sich kurzzeitige Transgressionen und Regressionen bis ins Languedoc verfolgen. Bereits im Verlauf des Ypresiums setzen dann starke Konglomeratschüttungen ein.
Diese Konglomeratschüttungen sind Anzeichen für eine bedeutende orogene Phase im Pyrenäenraum, welche mit kräftigen Deformationen und Hebungsbewegungen einherging (Pyrenäenhauptphase). Es bildeten sich die so genannten Poudingues de Palassou, die anschließend von Schichten des ausgehenden Eozäns diskordant überlagert werden. Die Deformationsphase lässt sich somit dem Ypresium und dem Lutetium zuordnen, dem Zeitraum von 50 bis 40 Millionen Jahren.
Auf der katalanischen Südseite der Pyrenäen konnten verfaltete Konglomeratschüttungen als Oberes Lutetium bis Bartonium (zirka 44 bis 37 Millionen Jahre) datiert werden. Auch sie werden von Schichten des ausgehenden Eozäns mit kontinentaler Fauna diskordant überdeckt.
Die Pyrenäenhauptphase manifestierte sich beiderseits der Achsenzone als Auf- und Überschiebungen mit relativ großen Versätzen. Die Bewegungen erfolgten auf der französischen Seite nach Norden und auf der spanischen Seite nach Süden. Sie waren jedoch nicht symmetrisch erfolgt – so zeigt die spanische Seite wesentlich flachere Einfallswinkel. Betroffen wurden nicht nur die mesozoischen und paläogenen Hüllsedimente, sondern auch große Teile des variszischen Grundgebirges. Das Variszikum folgte hierbei nicht nur rigid den paläozoisch vorgezeichneten Bruchstrukturen, sondern wurde darüber hinaus gemäß seinen Heterogenitäten und Anisotropien oft auch intensiv alpin verformt.
Andere Deformationsphasen von geringerer Bedeutung folgten auf die Pyrenäenhauptphase und verliehen letztendlich der Kette ihren heutigen Charakter. So wird beispielsweise am Nordrand des Ebro-Beckens auf Höhe der Sierras Marginales verfaltetes Oligozän diskordant von flach liegendem, detritischen, kontinentalen Miozän verdeckt. Dies lässt auf eine tektonische Phase noch im ausgehenden Oligozän schließen (um zirka 25 Millionen Jahren BP).
Bereits während des gesamten Miozäns wird das herausgehobene Orogen intensiv erodiert. Dies drückt sich als enorme Molasseschüttungen in den Vorlandbecken, wie z. B. dem Aquitanischen Becken, aus. Im Pliozän erfolgt dann eine erneute Heraushebung der Pyrenäenkette, die zur Bildung alluvialer Schwemmfächer am Gebirgsfuß führt. Als ein Beispiel sei der riesige Schuttfächer von Lannemezan erwähnt. Eine weitere Folge der Heraushebungen sind Verebnungsflächen, die auf den unterschiedlichsten Höhenlagen angetroffen werden (3000 bis 2000 Meter in der Achsenzone, um 1000 Meter im Pays de Sault, bei 400 Meter im Massiv des Agly und auf nur 100 Meter in den Corbières). Sie liegen generell gegen Osten immer tiefer und bezeugen Heraushebungen am Ende des Oligozäns, gegen Ende des Miozäns (Pontische Verebnungsfläche) und gegen Ende des Pliozäns (Villafranchische Verebnungsfläche).
Neogene Sedimente haben sich im Bereich der Pyrenäen hauptsächlich in kleineren Einsturzbecken am Mittelmeerrand (wie bei Cerdagne) erhalten. Oft wurden diese Einsturzbecken auch vom Mittelmeer überflutet (Grabenbrüche bei Ampurdan und im Roussillon mit pliozäner Fauna). Auch in diesem Fall waren Bewegungen an alten Bruchsystemen ausschlaggebend. Das Vulkangebiet um Olot dürfte letztendlich wohl auf dieselbe Ursache zurückzuführen sein.

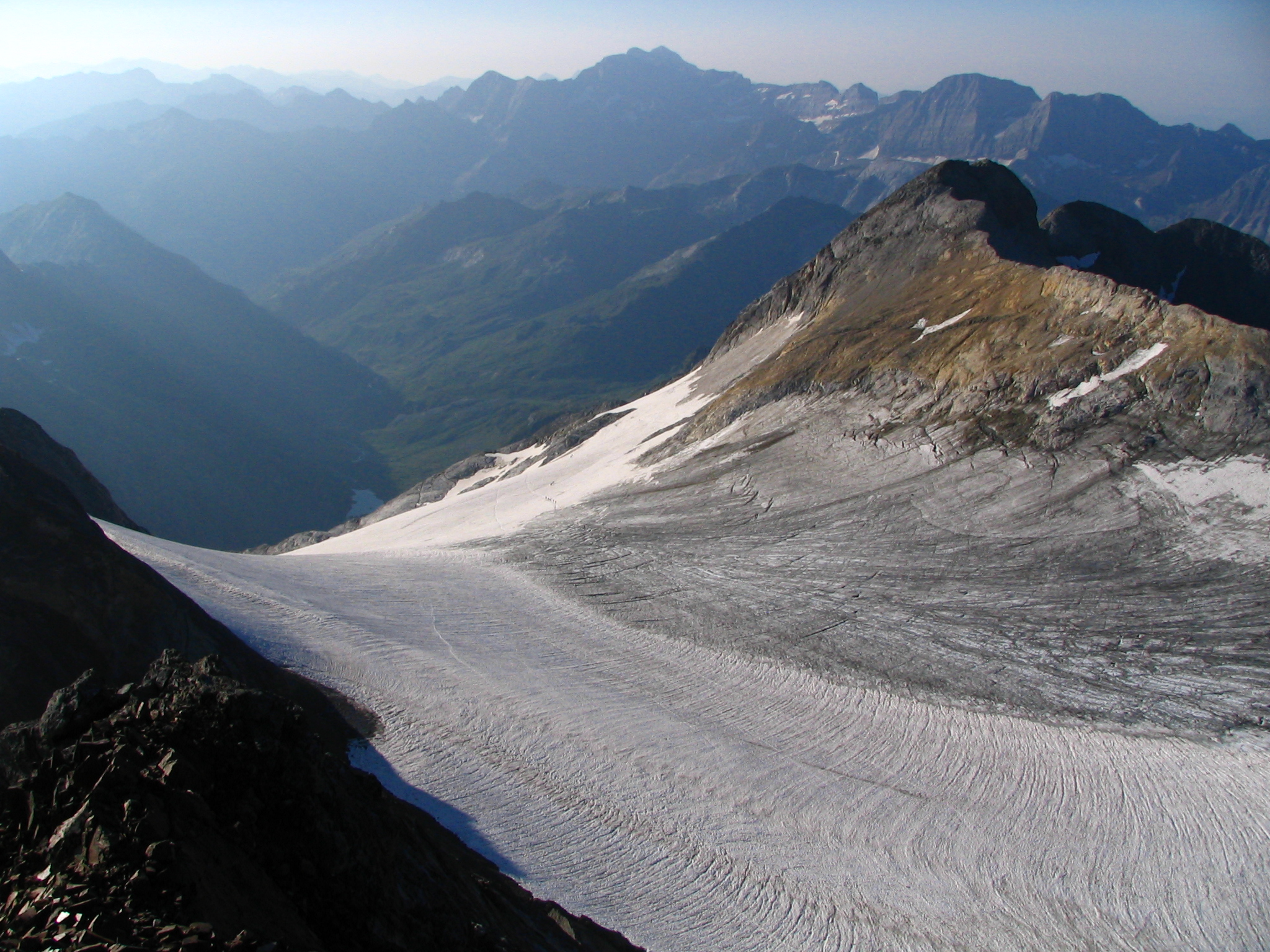
Der Ossoue-Gletscher am Pic Montferrat im Massiv der Vignemale

Im Quartär wurden die Pyrenäen von Vereisungen erfasst, jedoch von weit geringerer Intensität als beispielsweise die Alpen. Bedeutendere Gletschervorstöße erfolgten auf der französischen Nordseite in den Tälern des Gave d’Ossau, des Gave de Pau, der Garonne und der Ariège. Die Pyrenäengletscher haben aber aufgrund der Klimaerwärmung seit 1850 einen drastischen Rückgang zu verzeichnen. Im Jahr 2016 bestanden noch 19 kleinere echte Gletscher, sowie Gletscherreste und Kargletscher (Beispiele sind die Gletscher am Aneto, der Ossoue-Gletscher an der Vignemale, sowie Gletscher an der Maladeta und am Monte Perdido). Die Gletscheroberfläche betrug 1850 insgesamt noch rund 20,6 Quadratkilometer, im Jahr 2016 waren es hingegen nur noch 2,4 Quadratkilometer.

## Archäologie
Zweifellos wurden die Pyrenäen schon vor sehr langer Zeit von Menschen aufgesucht, bestes Beispiel hierfür ist die Höhle von Arago, in der rund 450.000 Jahre alte „Homo erectus“-Funde gemacht wurden. Es gibt aber auch Höhlen mit wesentlich jüngeren Besiedlungsaltern (Gravettien, Magdalenien) wie zum Beispiel Altamira bei Santander, insbesondere bekannt durch ihre vorzüglichen Deckenmalereien, oder Gargas, Isturitz und natürlich die Höhle von Mas d’Azil. An Werkzeugen sind paläolithische Chopper und andere Steinwerkzeuge des Roussillons anzuführen.

## Geodynamische Entwicklung
Zweifellos besitzt das Pyrenäenorogen eine sehr lange geologische Entwicklung und war auch an mehreren Gebirgsbildungen beteiligt. Neoproterozoische Überreste (Canigou, Agly) deuten möglicherweise bereits auf cadomische Krustenbereiche. Die Anzeichen für kaledonische Bewegungen sind schon deutlicher (Konglomerate und Vulkanite im Ordovizium). Während der variszischen Orogenese im Pennsylvanium wurden die Primäre Achsenzone und die Südpyrenäenzone fester Bestandteil des sich später individualisierenden Mikrokontinents Iberia. Die Sierras Marginales können bereits dem sogenannten Ebro-Block, einem nordöstlichen Teilbereich Iberias, zugewiesen werden. Die Stellung der Nordpyrenäenzone ist nicht eindeutig zu entscheiden. Die Subpyrenäenzone hingegen war Bestandteil des Mikrokontinents Aquitania. Iberia und Aquitania lagen südlich der Südvariszischen Überschiebungsfront und waren somit südliches Vorland des variszischen Orogens. Beide Mikrokontinente waren ursprünglich aus dem nördlichen Kontinentalrand Gondwanas hervorgegangen.
Iberia war nach Abschluss der variszischen Orogenese über das nördlich gelegene Armorikanische Massivs mit Nordwestfrankreich verbunden und bildete wahrscheinlich die nordwestliche Verlängerung Aquitanias. Seine späteren Bewegungen sollten ausschlaggebend für den alpinen Zyklus des Pyrenäenorogens werden. Über diese Tatsache besteht Einigkeit unter den Geologen, jedoch über den genaueren Ablauf der Bewegungen gehen die Ansichten etwas auseinander.
Bereits ab dem Oberen Jura begann ein Riftarm aus dem sich spreizenden Zentralatlantik heraus entlang des nordwestfranzösischen Kontinentalrands in Richtung Aquitanien vorzudringen. Als Zeitpunkt hierfür wird meist Tithonium angesetzt. In der Folge rückte Iberia dann in südlicher Richtung vom Armorikanischen Massiv ab. Im freiwerdenden Raum bildete sich ab dem mittleren Albium ozeanische Kruste. Die vollständige Ozeanisierung der Biskaya war vor 84 Millionen Jahren an der Wende Santonium/Campanium vollzogen, belegt durch die magnetische Anomalie C 34. Paläomagnetische Messungen haben für Iberia eine gegen den Uhrzeiger gerichtete Drehbewegung von 35° ergeben. Die Driftbewegung Iberias nahm die gesamte Unterkreide in Anspruch. Bedingt durch die Rotationskomponente rückte der Nordostrand Iberias an Aquitania heran. Eine Folge war die Entstehung von transtensiven Pull-Apart-Gräben in der Nordpyrenäenzone ab dem mittleren Albium, die mit Flyschen verfüllt wurden. Die starke Krustenverdünnung unterhalb der Nordpyrenäenzone bewirkte einen erhöhten Wärmefluss und führte letztendlich zu einer Hochtemperatur/Niedrigdruck-Metamorphose, deren Beginn mit 108 Millionen Jahren datiert ist. In etwa gleichzeitig erfolgte die endgültige Platznahme der Lherzolithe. Assoziiert mit den transtensiven Bewegungen sind außerdem die alkalischen Plutonite, die im Zeitraum mittleres Albium bis Ende Coniacium aufdrangen. Das zeitliche Wandern der Metamorphose nach Westen lässt auf einen bedeutenden sinistralen Bewegungssinn zwischen Aquitania und Iberia schließen (geschätzter Versatz zirka 200 Kilometer) – so erreicht die Metamorphose das Baskenland erst im Campanium vor rund 80 Millionen Jahren.
Mit dem Beginn des Turoniums vor 90 Millionen Jahren ging die transtensive Phase zu Ende und wurde in der Folge durch Einengung ersetzt. Das Rifting im basko-kantabrischen Becken, Nordpyrenäen- und Subpyrenäenbecken kam zum Stillstand und es begann im Gegenzug die Beckeninversion, d. h. ihre Heraushebung an ehemaligen Abschiebungen, die jetzt zu Aufschiebungs- bzw. Überschiebungsbahnen umfunktioniert wurden. Diese erste, noch relativ schwache Kompressionsphase mit Verkürzungsraten von weniger als 0,5 Millimeter/Jahr hielt bis zum Ende des Thanetiums an. Auf der spanischen Seite erfolgte während dieser Phase die Platznahme der ersten Decken (Obere Pedraforca-, Bóixols- und Turbón-Decke).
Ab dem Ilerdium und dem Cuisium (Grenze Paleozän/Eozän, Thanetium/Ypresium, vor rund 55 Millionen Jahren BP) wurden die Pyrenäen dann schließlich auch in höheren Krustenbereichen stark eingeengt. Es entstand die heutige Zonierung und Strukturierung des Orogens. Das Gebirge wurde aufgrund der Subduktion Iberias unter Aquitania asymmetrisch fächerförmig herausgepresst. Dies ist zu erkennen an der Moho, die entlang der Nordpyrenäenstörung von 30 Kilometer Tiefe jäh auf über 50 Kilometer absinkt und dann südwärts nur unwesentlich wieder ansteigt. Diese stärkste Deformationsphase, auch Pyrenäenhauptphase genannt hielt bis 47 Millionen Jahre an (Anfang Lutetium). Sie wird durch sehr hohe Verkürzungsraten von 4,0 bis 4,4 Millimeter/Jahr gekennzeichnet und ist verantwortlich für die Überschiebungen der Unteren Pedraforca- und der Montsec-Decke.
Auf die Pyrenäenhauptphase folgten dann noch weitere kompressive tektonische Phasen im Oligozän und im Pliozän. Ab dem Neogen unterliegt das Gebirge postorogenem Kollaps (Einsturzbecken im Ostabschnitt, Vulkanismus bei Olot), der mit den Dehnungsbewegungen im Golfe du Lion und der Öffnung des Valenciatroges im Zusammenhang steht. Aktuell erfährt das Gebirge weiterhin die im Eozän einsetzende starke Erosion, isostatische Ausgleichsbewegungen und postkinematische Dehnung (Nord-Süd in den Westpyrenäen), welche zu mittelstarken Erdbeben führen kann (Beispiele hierfür sind die Beben bei Arudy im Jahr 1980 mit Magnitude 5,1, bei Lourdes im Jahr 2006 mit Magnitude 5,0 und das historische Beben von Arette im Jahr 1967 mit einer Magnitude ≥ 6,0, dem über 40 % der Gebäude mitsamt dem Kirchturm zum Opfer fielen).

## Strukturelle Interpretationen
Die asymmetrische, fächerförmige Struktur des Pyrenäenorogens (im Profilschnitt) ist bisher folgendermaßen interpretiert worden:
- als mehr oder weniger senkrecht stehende, autochthone Kollisionsstruktur, wobei die Auf- und Überschiebungen in steilstehenden Verwerfungen wurzeln.
- als allochthones Orogen, in dem Iberia sich über Aquitania schob.
- als allochthones Orogen, in dem Iberia sich unter Aquitania schob. Es wird ferner angenommen, dass die steilstehenden Verwerfungen flach in der Tiefe auslaufen.

Zum gegenwärtigen Zeitpunkt wird eine Subduktion Iberias unter Aquitania für am wahrscheinlichsten gehalten. Diese Interpretation wird auch vom reflexionsseismischen Pyrenäenquerprofil ECORS und magnetotellurischen Untersuchungen gestützt.
Abschätzungen der erfolgten Einengung quer zum Streichen bewegen sich generell zwischen 100 und 150 Kilometer. Unter Zuhilfenahme des ECORS-Profils kommt Muñoz (1992) auf eine Verkürzung von 147 Kilometer, von denen 110 Kilometer auf die Subduktion der Mittel- und Unterkruste Iberias entfallen. Das ECORS-Profil hebt überdies die 50 Kilometer dicke Kruste Iberias hervor, die sich unter die nur 30 Kilometer dicke Kruste Aquitanias schiebt. Eine Folgeerscheinung dieser Subduktion war die Bildung eines in 15 Kilometer Tiefe gelegenen, flachliegenden, intrakrustalen Abscherhorizonts (engl. detachment) oberhalb der Mittel- und Unterkruste Iberias. Entlang dieses Abscherhorizonts waren die Gesteine der Achsenzone, der Südpyrenäenzone und der Sierras Marginales nach Süden geglitten, um dann entlang der jeweiligen Deckenstirn wieder an die Oberfläche aufzusteigen. Mit fortschreitender Einengung des Orogens beulte sich die Achsenzone zu einem südwärts geneigten, antiklinorischen Deckenstapel auf. Gegen Ende der Subduktion bildete sich eine Rücküberschiebung in der Nähe der Nordpyrenäenstörung; sie benutzte bei ihrem Aufstieg durch den Krustenbereich Aquitanias die während der distensiven Phase angelegten Abschiebungen. Nach der vollständigen Blockierung der Subduktion wurden Teile der Achsen- und der Nordpyrenäenzone zusammen mit eingequetschten Krustensegmenten und Lherzolithen schließlich in nördliche Richtung über die Subpyrenäenzone gepresst.